# Бондарев, Дмитрий Дмитриевич (инженер)
Дми́трий Дми́триевич Бо́ндарев (1878—1937) — русский автомобильный конструктор, вице-директор РБВЗ, первый директор АМО ЗИЛ, руководитель проекта и первый главный инженер Ростсельмаш. Расстрелян в 1937 году, реабилитирован посмертно.

## Биография
Происходил из потомственных донских казаков. Уроженец станицы Раздорская. В 1896 году поступил в Харьковский технологический институт. В годы учения активно участвовал в студенческом движении, организовывал митинги и сходки, принял участие в известной Харьковской маёвке 1900 года. За революционную деятельность был отчислен из института и выслан из Харькова. С 1902 по 1905 год продолжил образование в Томском технологическом институте под руководством профессора И. И. Бобарыкова. Вновь вернулся в Харьков и окончил Харьковский технологический институт в 1909 году. В следующем году Бондарев с семьей переехал в Ригу и по предложению М. В. Шидловского поступил инженером-конструктором на Русско-Балтийский вагонный завод. После успешного выполнения задания — конструирования двигателя для первого отечественного автомобиля — Бондарев возглавил автомобильный отдел, а затем вошёл в руководство завода, получив должность вице-директора РБВЗ. Бондарев руководил выпуском первого российского автомобиля «Руссо-Балт», участвовал вместе с И. И. Сикорским в проектировании первого в мире четырехмоторного самолета «Русский витязь» и первого серийного многомоторного русского бомбардировщика «Илья Муромец». В годы Первой мировой войны в чине капитана руководил сборкой и ремонтом бомбардировщиков в местечке Яблонна, Польша.
В 1915 году по приглашению купцов Рябушинских занял пост директора строящегося завода АМО («Автомобильное Машиностроительное Общество», позднее — АМО ЗИЛ). Наладил сборку первого отечественного грузовика АМО-Ф-15 на базе полуторатонного FIAT 15 Ter (двигатель объемом 4398 см³, 35 лошадиных сил, скорость — до 47 км/час).
Запуск предприятия планировался на март 1917 года, однако война не позволила планам осуществиться: германские подводные лодки потопили суда со станками для АМО. Затем последовала череда рабочих забастовок. Рябушинские приняли решение уволить недовольных. Пролетарии обратили свой гнев на администрацию завода, и 3 мая 1917 года зачинщики беспорядков, отказавшись вести переговоры с директором Бондаревым, насильно вывезли его на тачке за пределы завода. 16 мая Московский городской комитет выпустил постановление, осуждающее действия забастовщиков, и обратился к Бондареву с просьбой вернуться. После нанесенного оскорбления он посчитал для себя невозможным продолжать работу на АМО и уехал в Харьков. По чертежам, подписанным директором Бондаревым в 1916 году, грузовая машина АМО — Ф-15 была выпущена только в 1924 году.
В Харькове Бондарев пережил революционные события 1917 года и начало гражданской войны. После занятия города гетманом Скоропадским Бондаревы перебрались в Ростов-на-Дону, а затем в Новочеркасск. Летом 1918 года по предложению председателя Донского правительства П. Х. Попова Бондарев возглавил отдел торговли и промышленности. В Донском правительстве Бондарев проработал около года и вышел в отставку по собственному желанию.
В августе 1920 года он вернулся в Москву, и его пригласили на работу в Высший совет народного хозяйства (ВСНХ) заместителем заведующего проектным бюро Главсельмаша. В 1923 году он перешёл заведующим отделом в Главметалл ВСНХ; 1 октября 1925 года был назначен техническим руководителем проекта завода Ростсельмаш. С началом строительства Бондарев стал заместителем Председателя правления и главным инженером завода-гиганта.
В мае 1928 года он ушёл с должности по состоянию здоровья. Вернувшись в столицу, поступил на службу в Союзтранс, затем работал в ГУГАПе[что?]. В 1935 году по приглашению директора ЗИС (бывшее АМО) Ивана Лихачёва вернулся на завод и возглавил коллектив по проектированию легкового автомобиля класса «люкс» (начальник бюро проекта инженерного корпуса ЗИСа).
На момент ареста проживал : Москва, Софийская наб., д. 36, кв. 1.
4 августа 1937 года был арестован органами НКВД. Внесен в Сталинский расстрельный список «Москва-центр» от 21 октября 1937 г. по 1-й категории («за» Сталин, Молотов, Каганович, Ворошилов, Микоян ). Осужден к ВМН 26 октября 1937 года ВКВС СССР по обвинению в «принадлежности к к.-р. правотроцкистской террористической организации». Расстрелян в тот же день в группе осужденных ВКВС СССР. Место захоронения — «могила невостребованных прахов» № 1 крематория Донского кладбища.
Реабилитирован посмертно 1 июня 1957 года ВКВС СССР.